# Komchén (Mérida)
Komchén es una comisaría del municipio de Mérida en el estado de Yucatán localizado en el sureste de México.

## Toponimia
El nombre (Komchén) significa en idioma maya en el pozo de la hondonada.

## Localización
Komchén se encuentra localizado a 15 kilómetros al norte de la ciudad de Mérida.

## Infraestructura
Entre la infraestructura con la que cuenta, están los servicios educativos, proporcionados por un jardín de niños, una escuela primaria con dos turnos, una escuela secundaria y un Colegio de Bachilleres, además existen una Biblioteca Municipal, una clínica del Instituto Mexicano del Seguro Social así como parques recreativos y deportivos. Sus calles se encuentra pavimentadas en un 90%.

## Zona arqueológica
Hay una zona arqueológica importante aproximadamente a 2 km del poblado de Komchén que ha sido estudiada entre otros por el antropólogo Wyllys Andrews de la Universidad de Tulane durante los años 1960, cuyos trabajos señalan la existencia de mayas del preclásico en esta región de la Península de Yucatán (Komchén y Dzibilchaltún serían la demostración).

## Galería

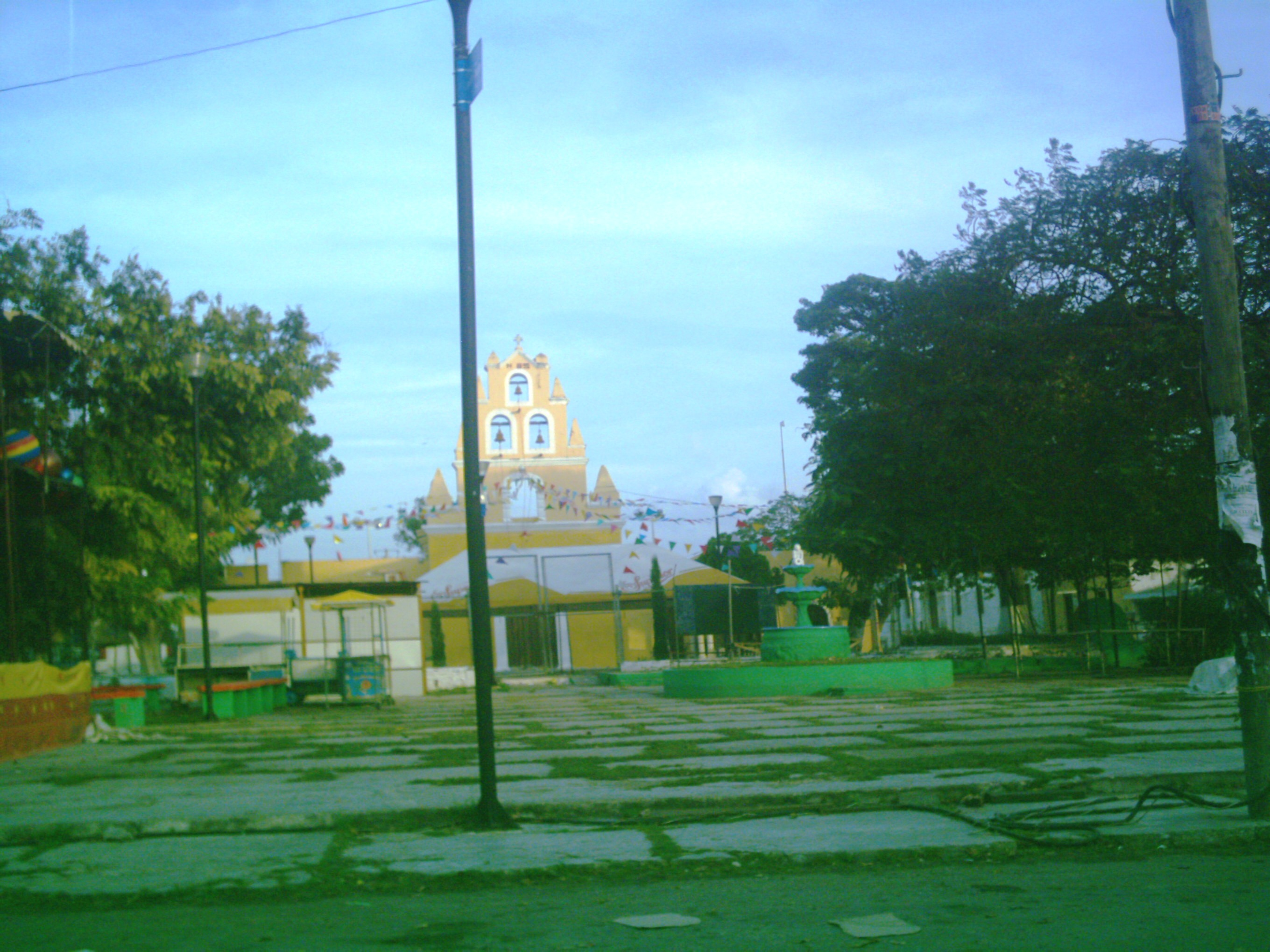
Iglesia principal de Komchén.
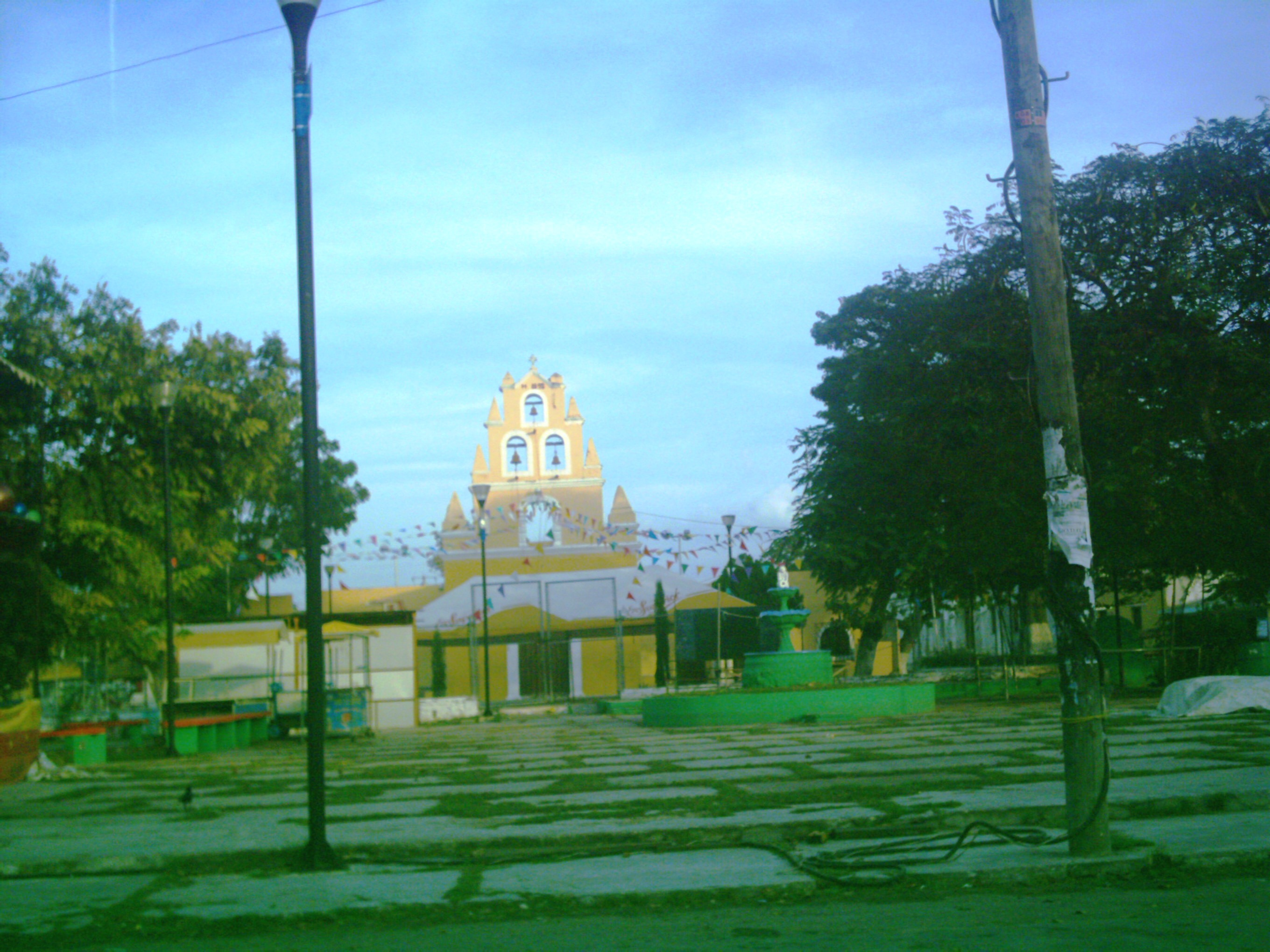
Iglesia principal de Komchén.
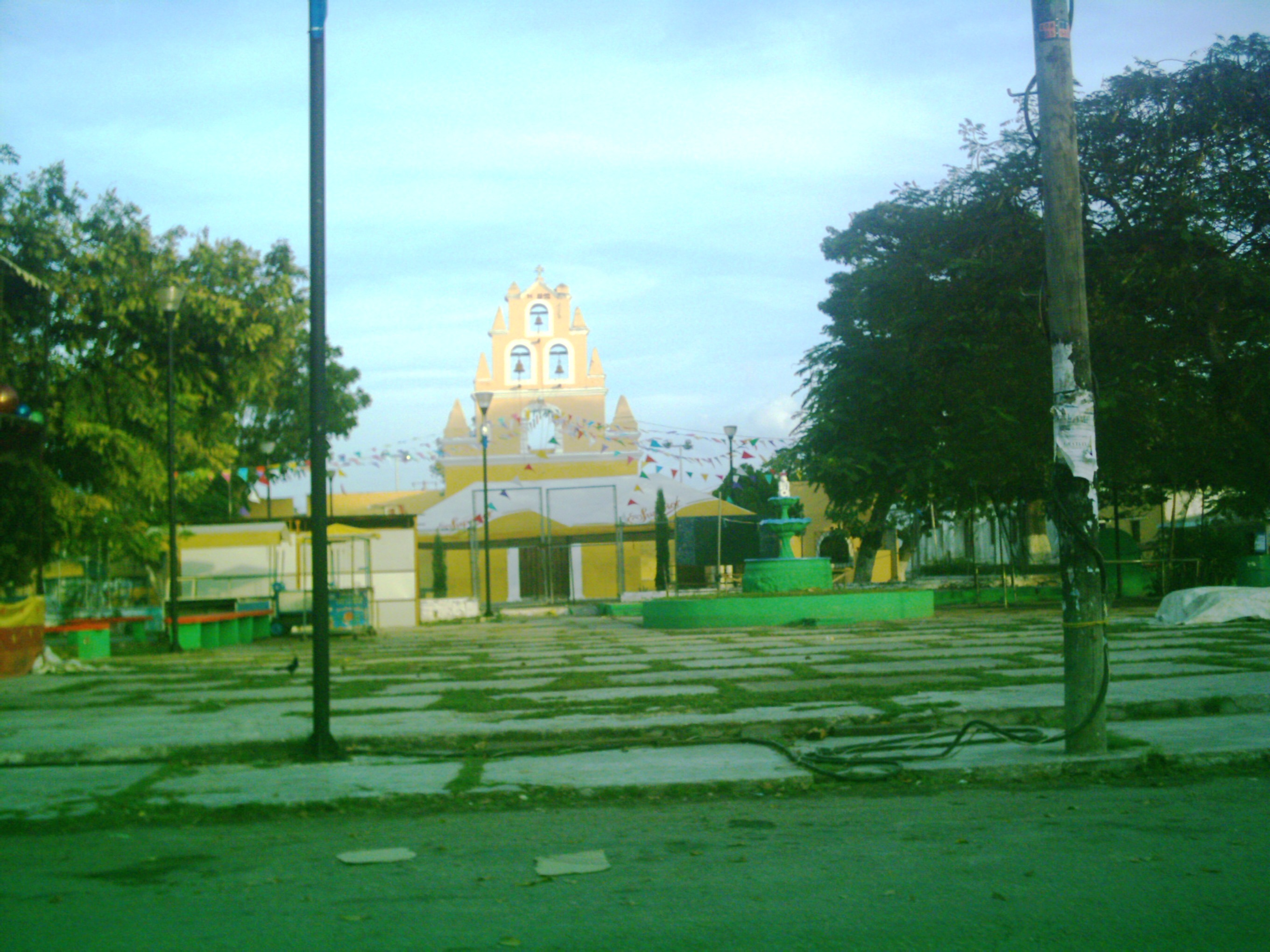
Iglesia principal de Komchén.
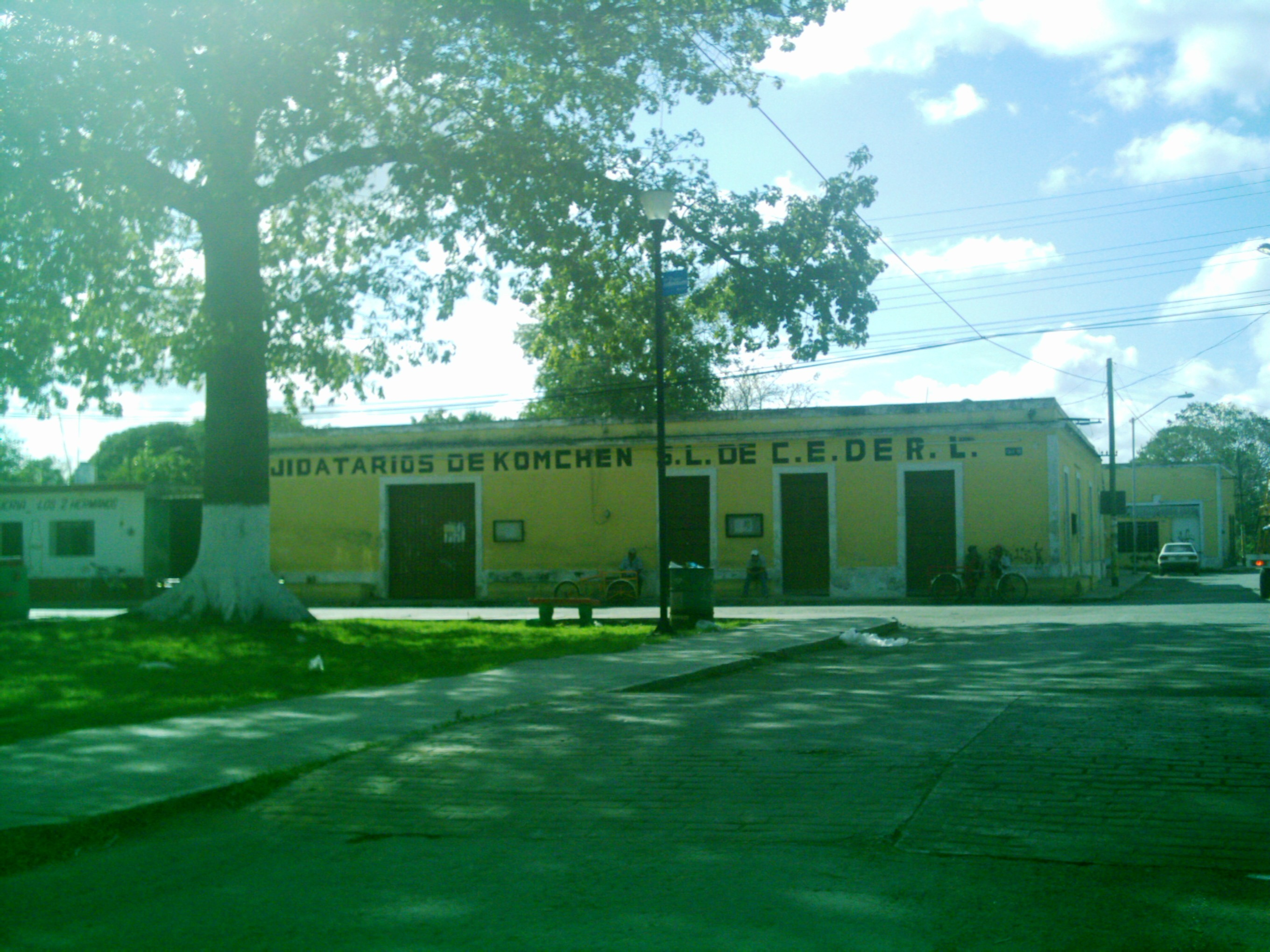
Casa comisarial de Komchén.
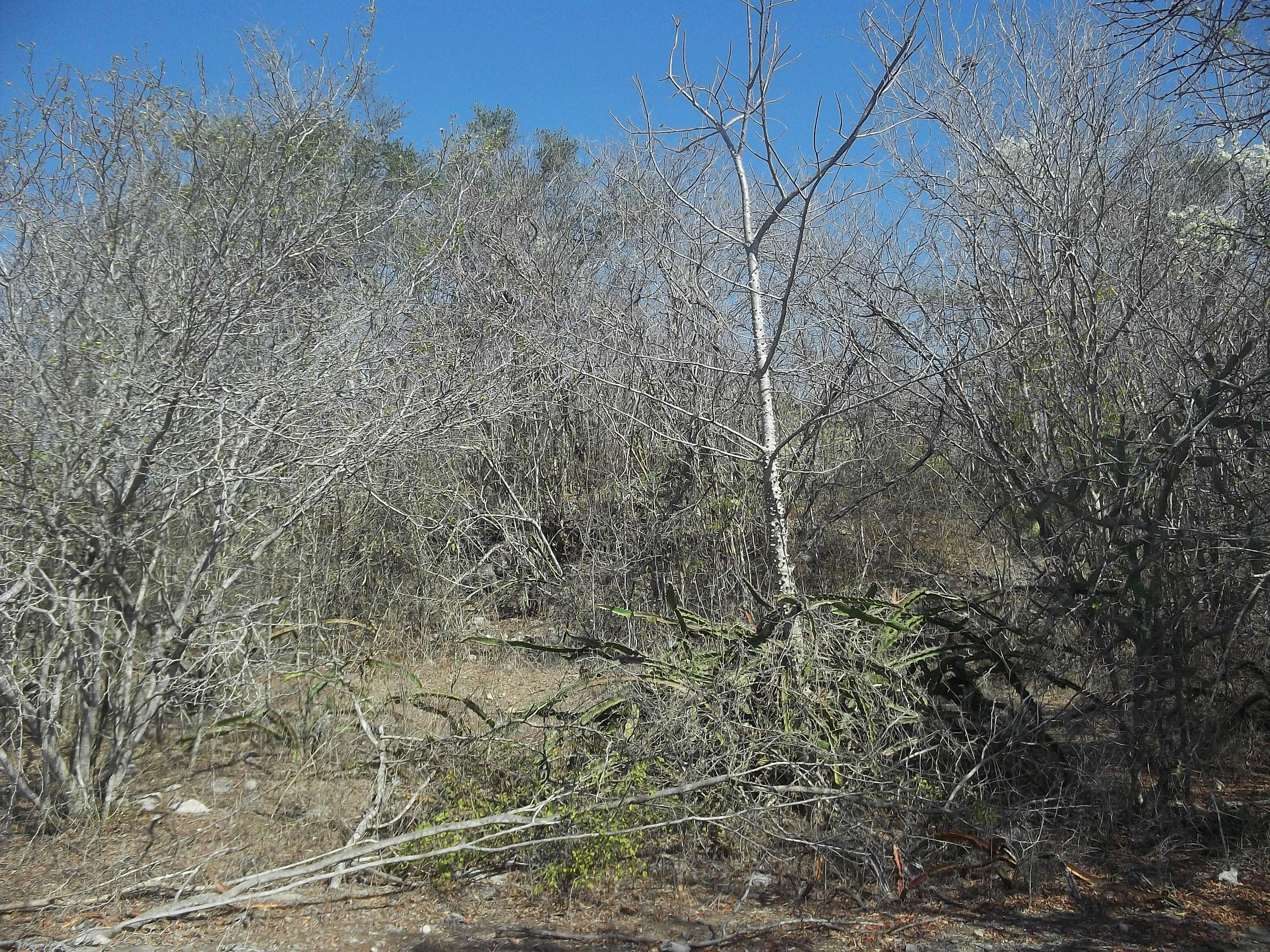
Vestigios arqueológicos de Komchén.
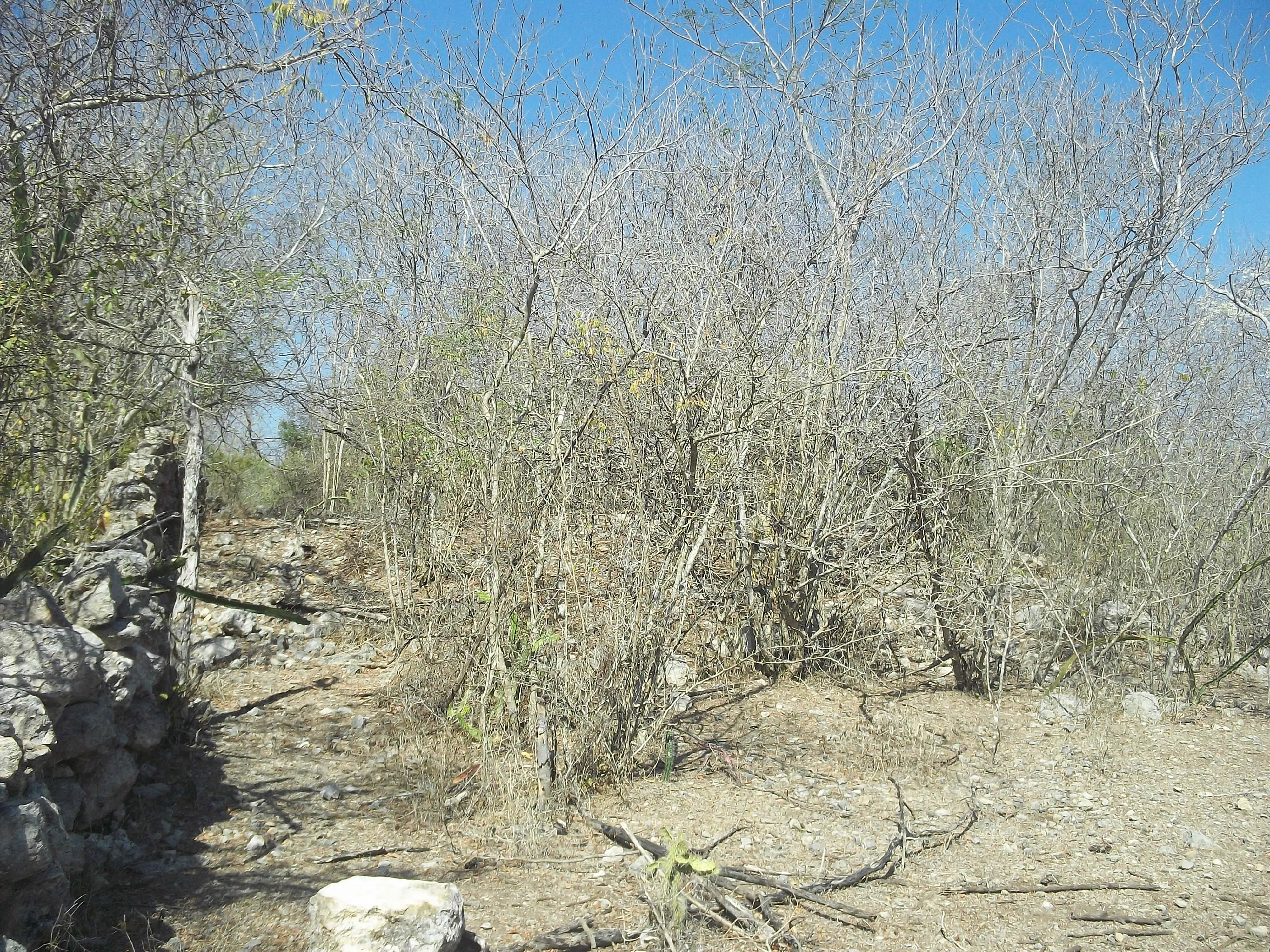
Vestigios arqueológicos de Komchén.
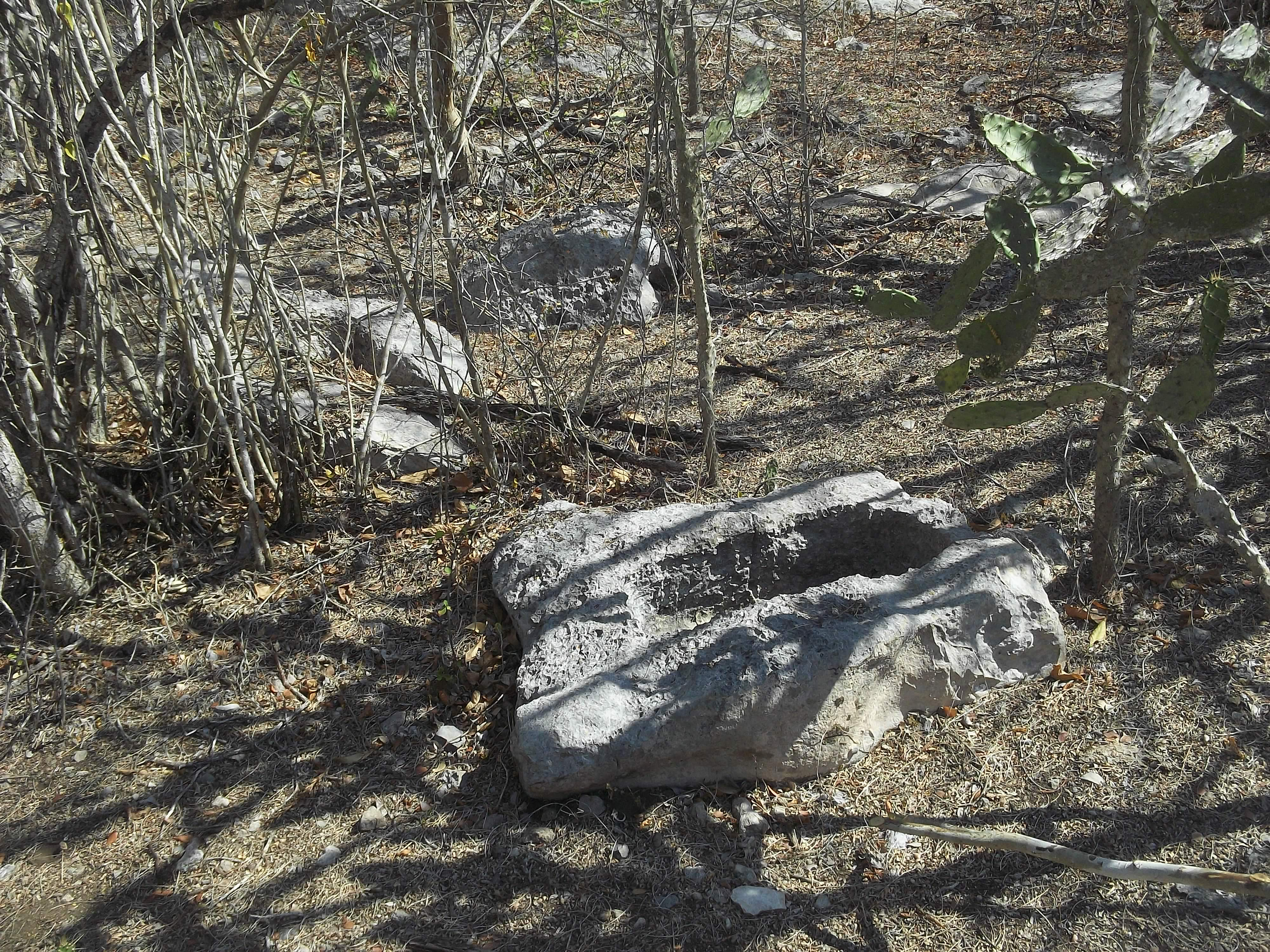
Vestigios arqueológicos de Komchén.
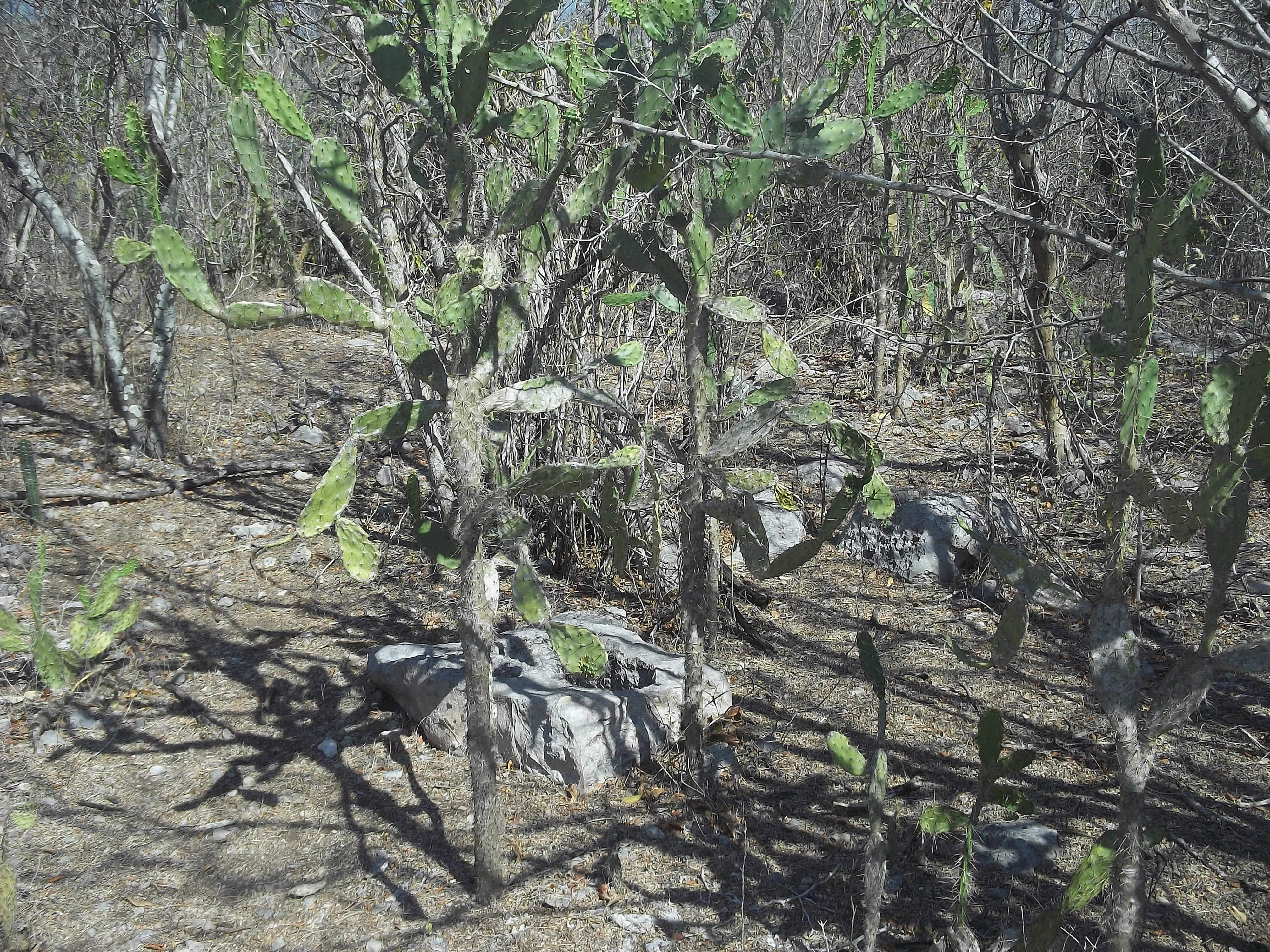
Vestigios arqueológicos de Komchén.
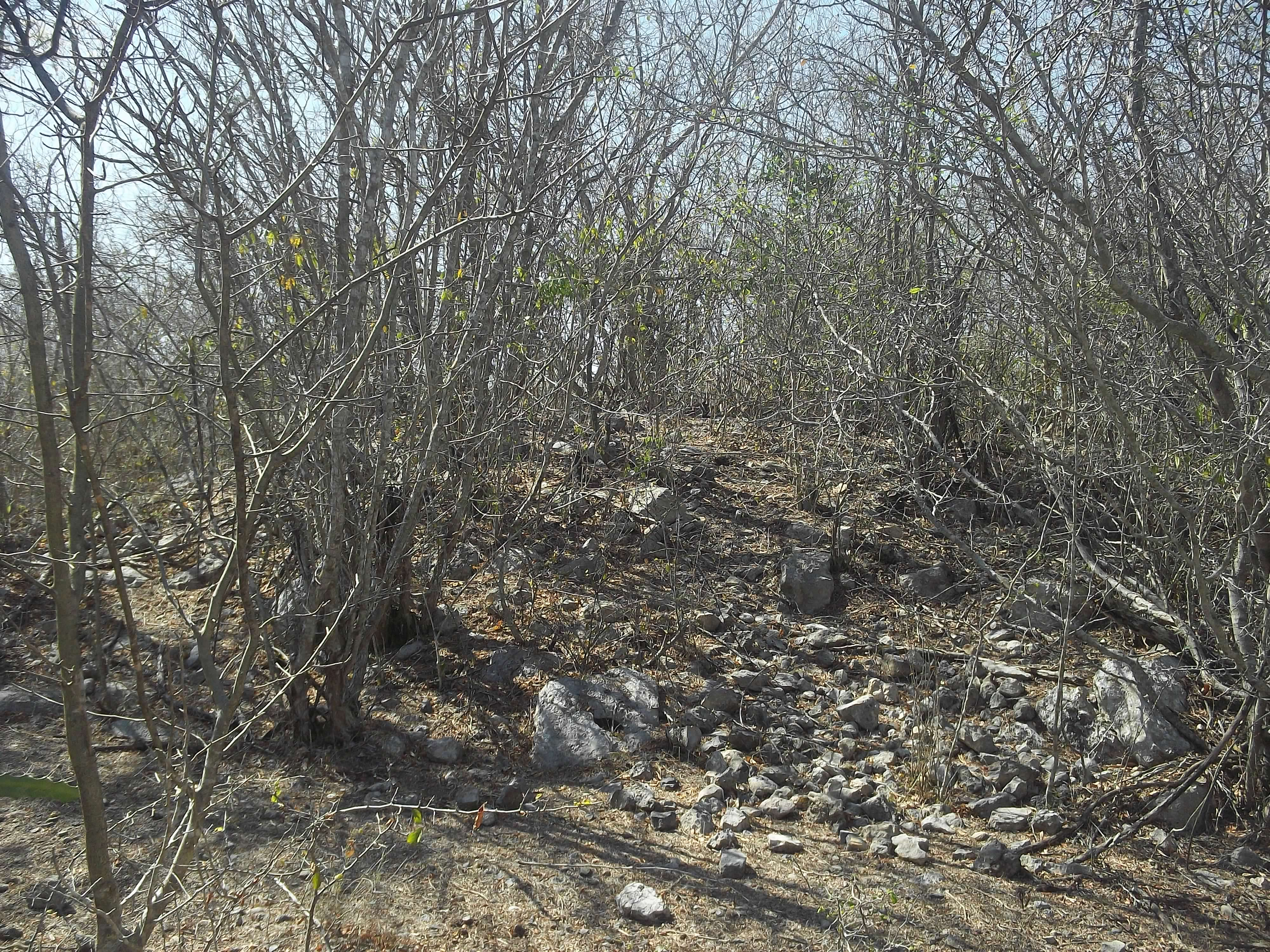
Vestigios arqueológicos de Komchén.
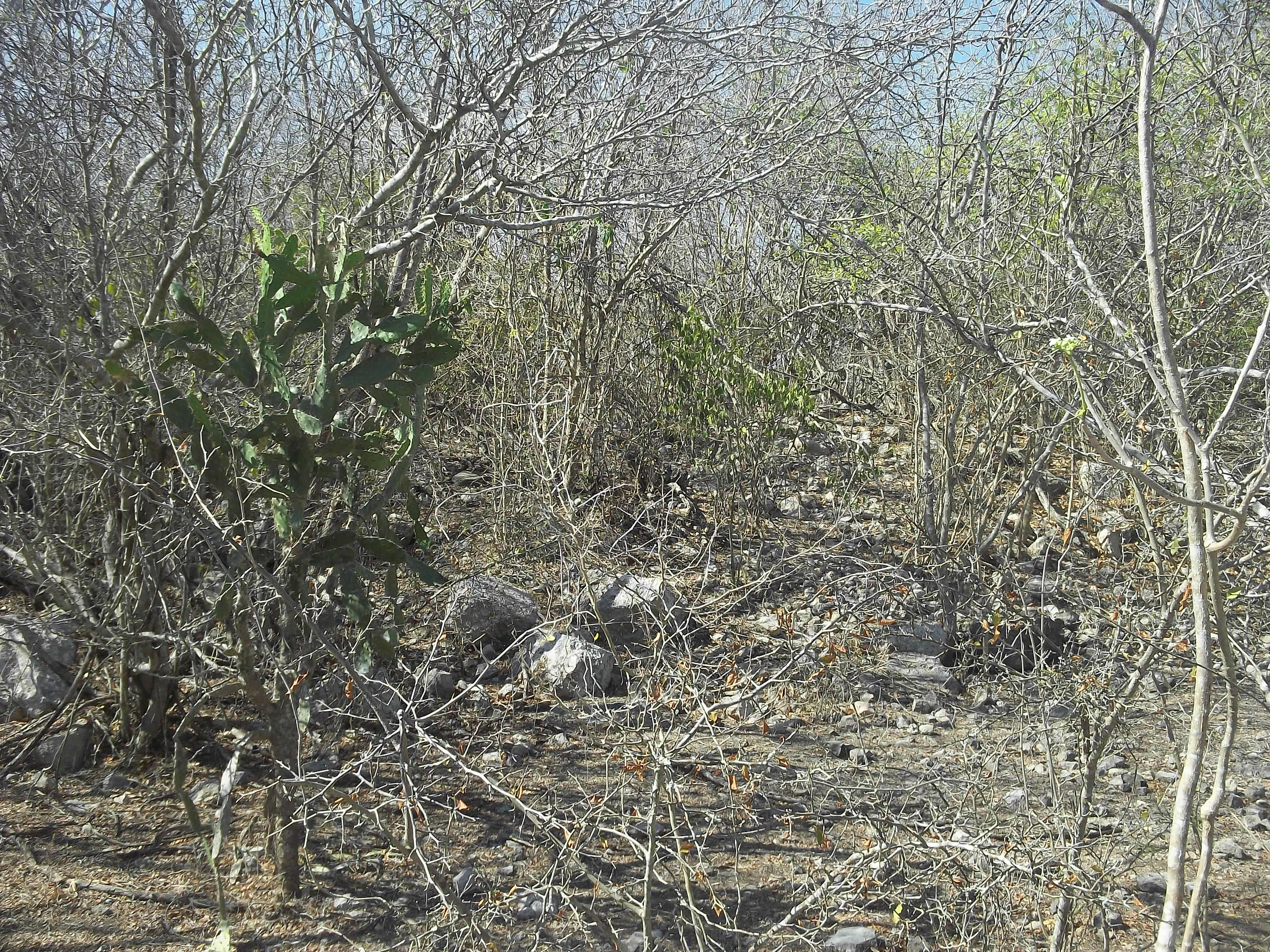
Vestigios arqueológicos de Komchén.
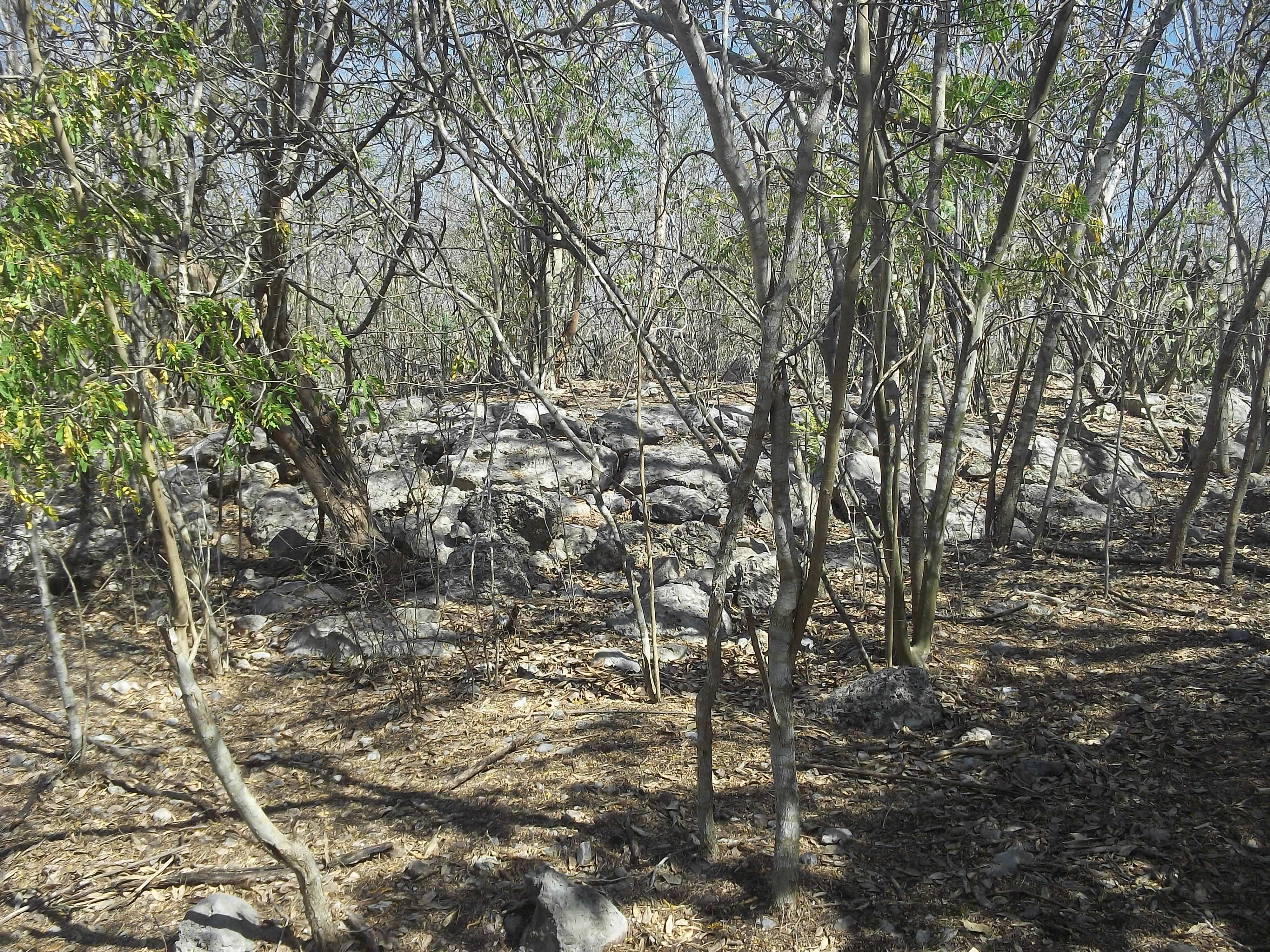
Vestigios arqueológicos de Komchén.
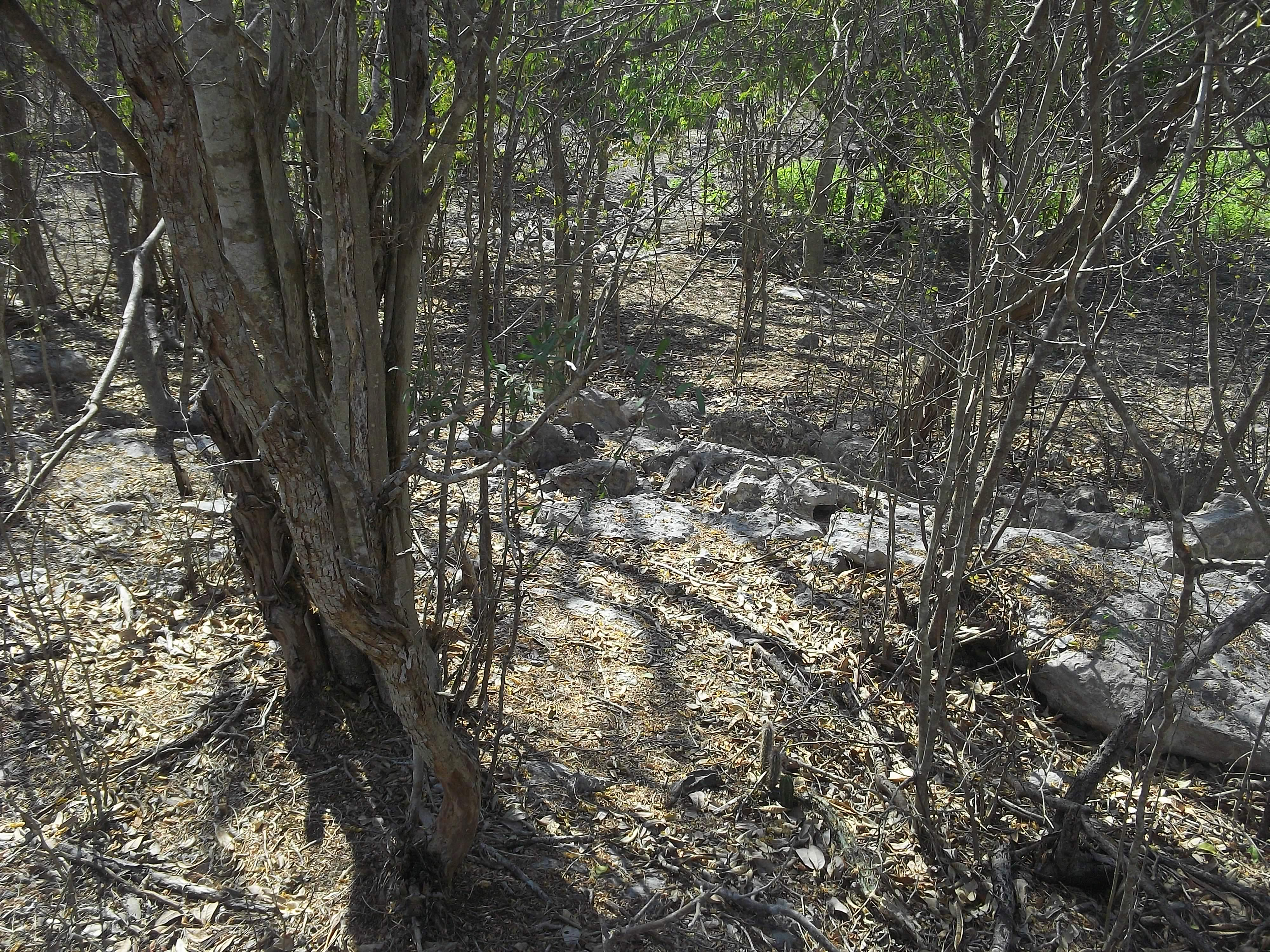
Vestigios arqueológicos de Komchén.
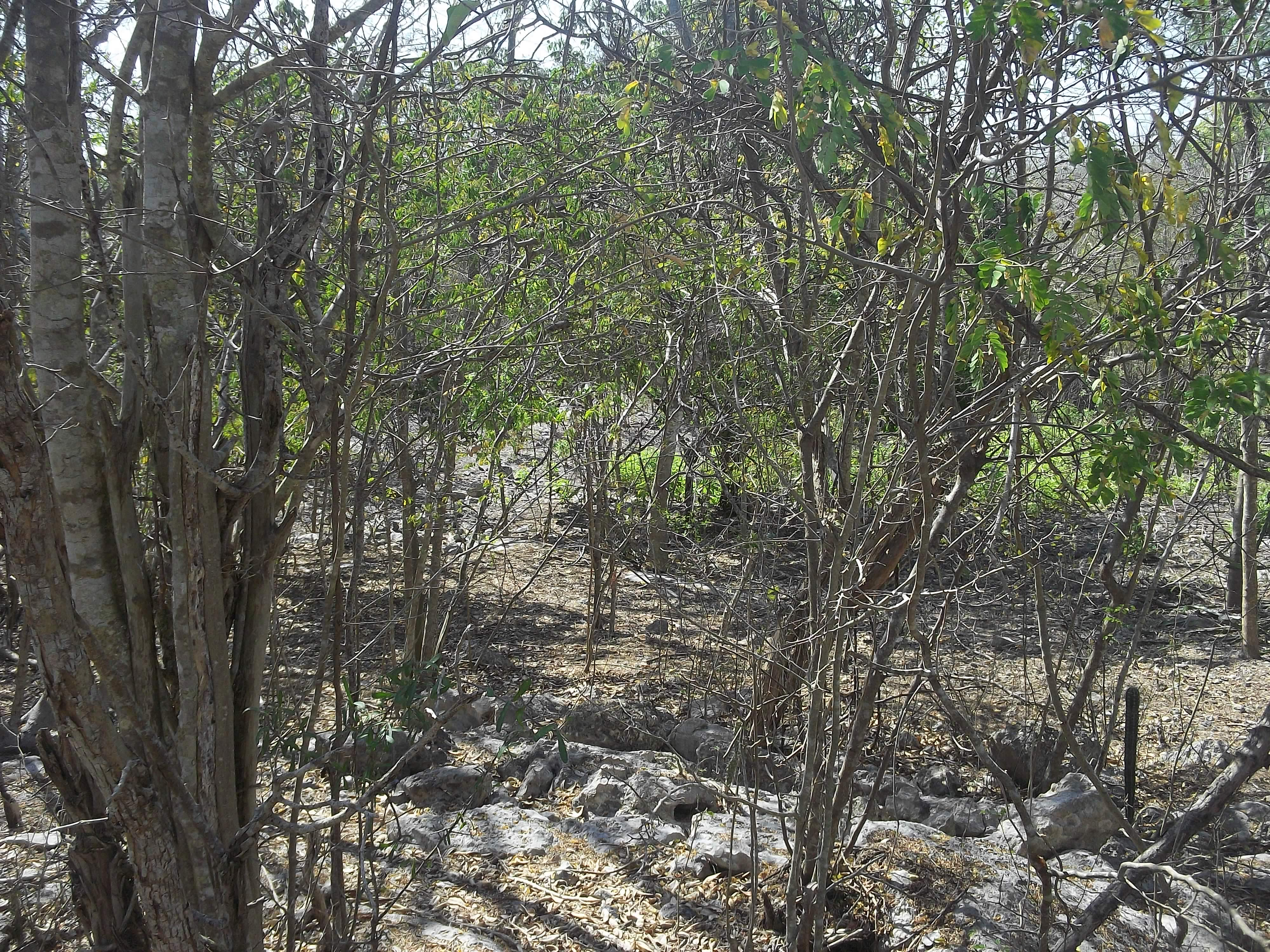
Vestigios arqueológicos de Komchén.
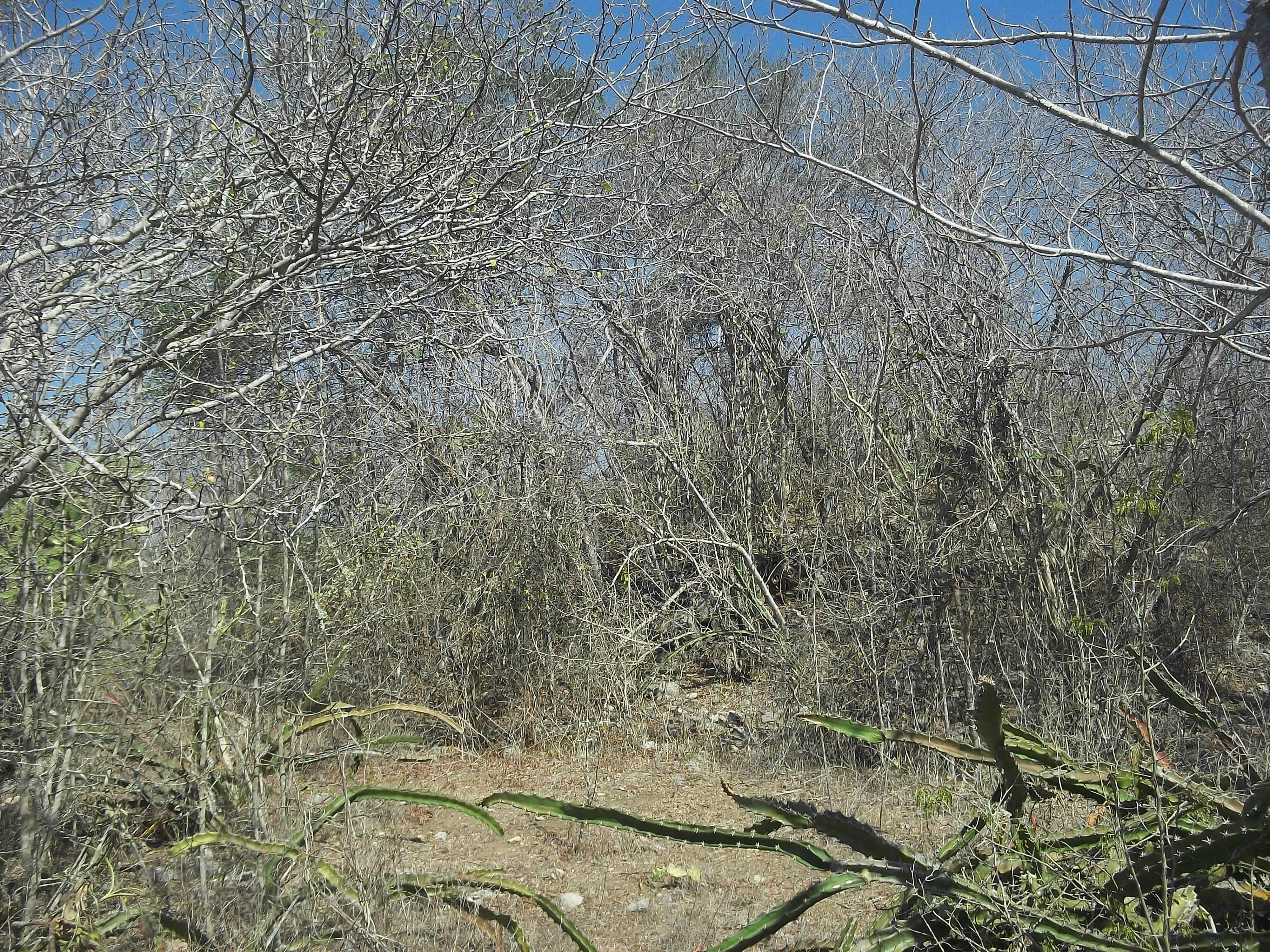
Vestigios arqueológicos de Komchén.
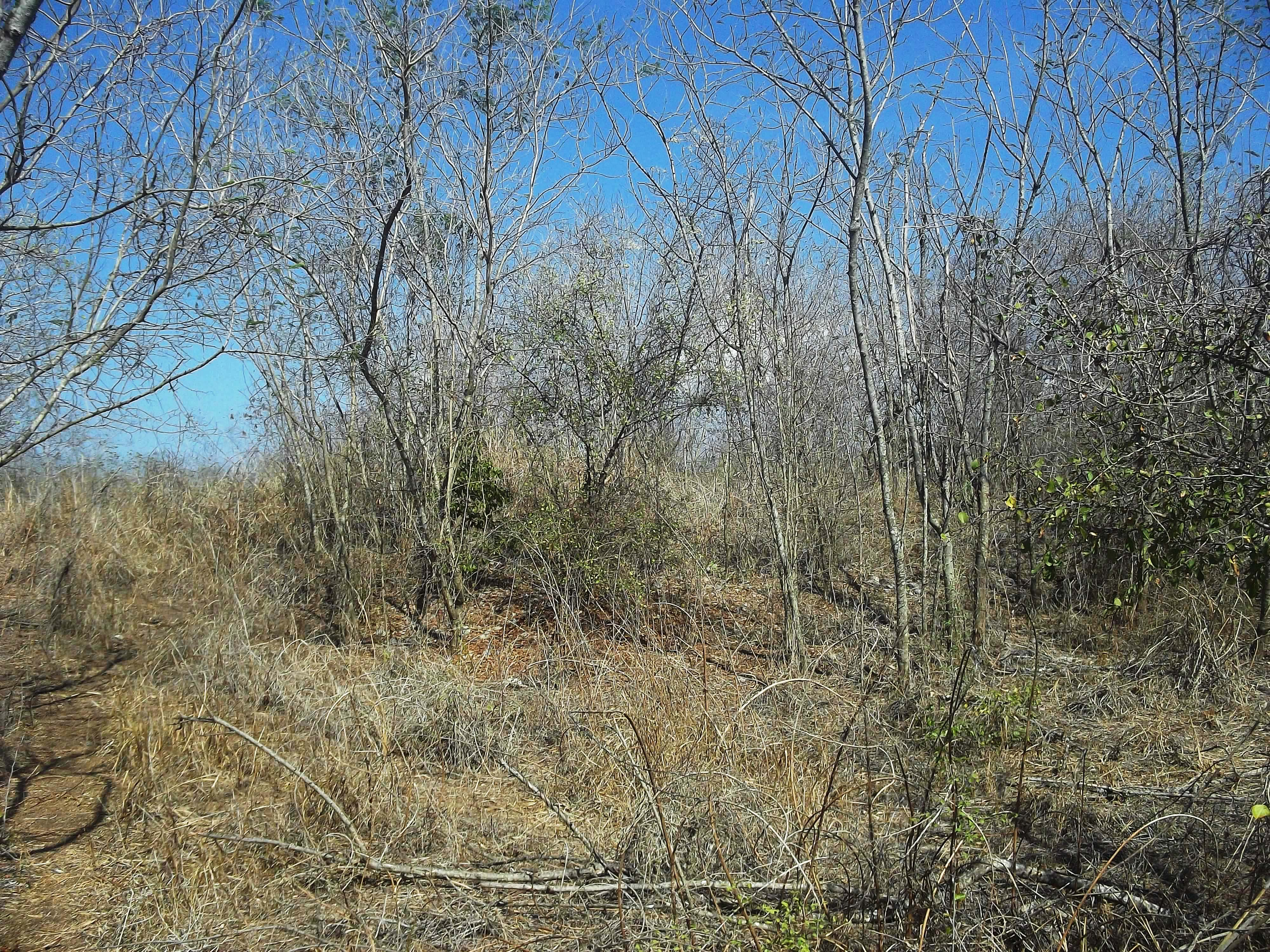
Vestigios arqueológicos de Komchén.
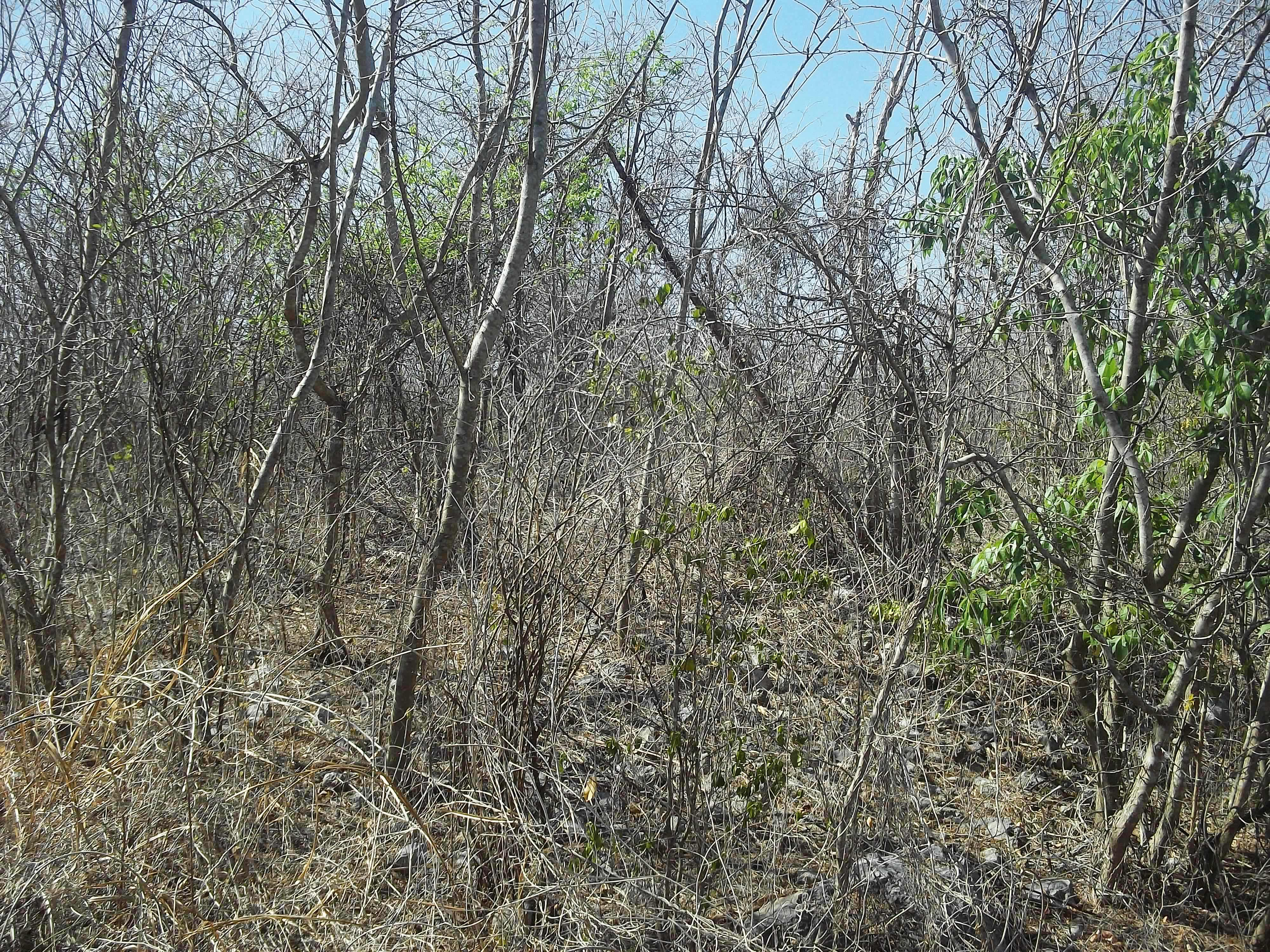
Vestigios arqueológicos de Komchén.
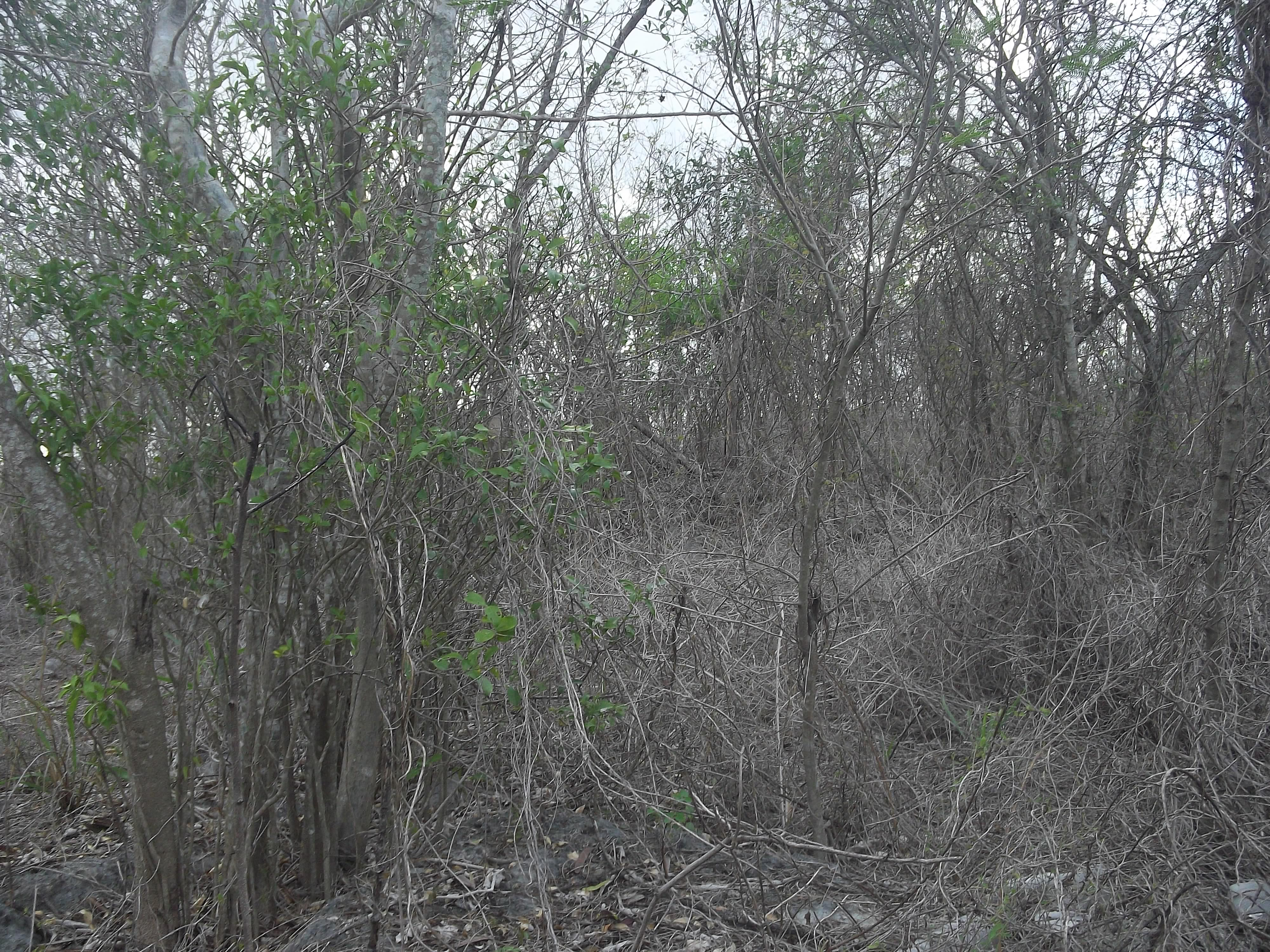
Vestigios arqueológicos de Komchén.
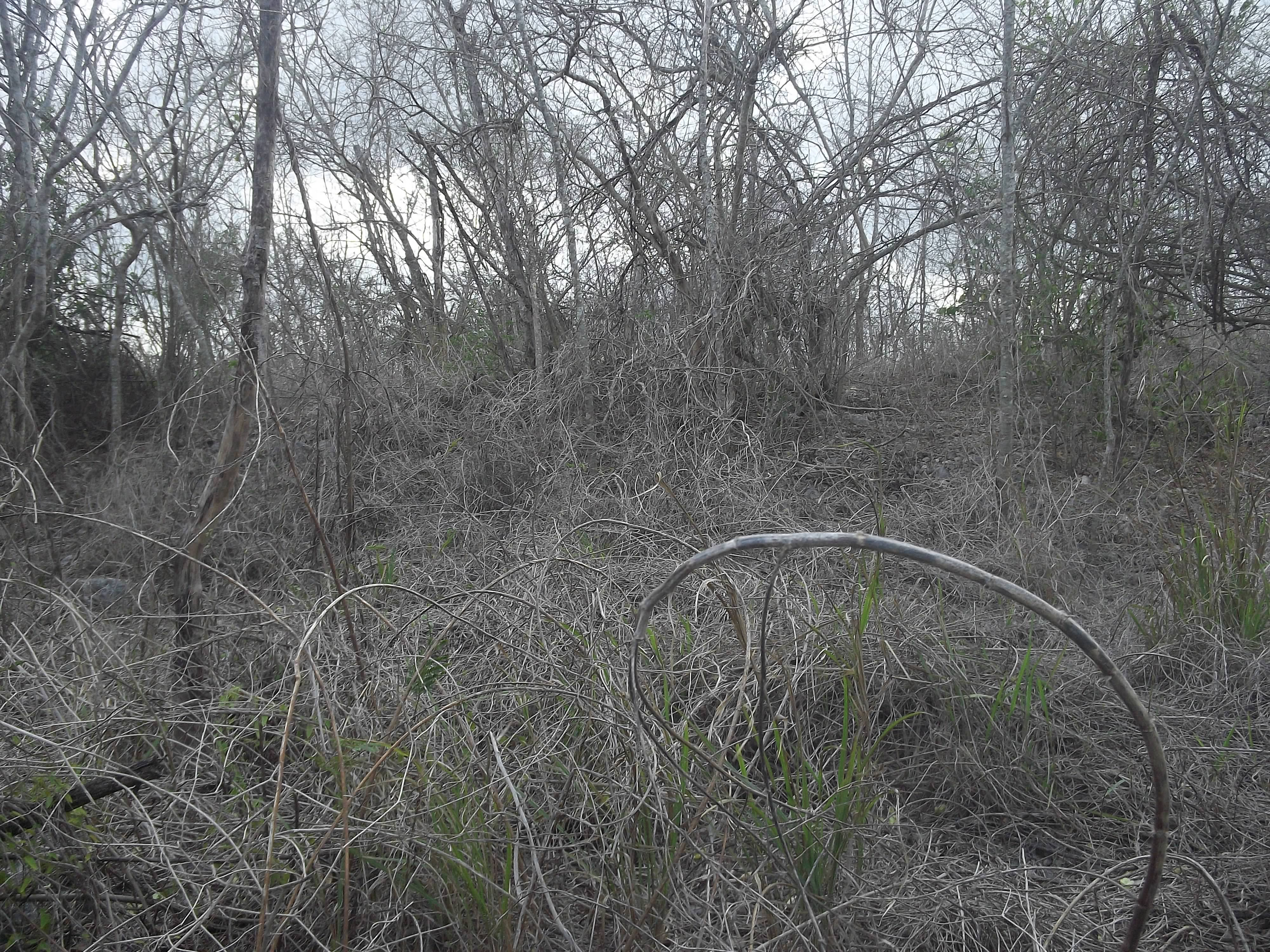
Vestigios arqueológicos de Komchén.
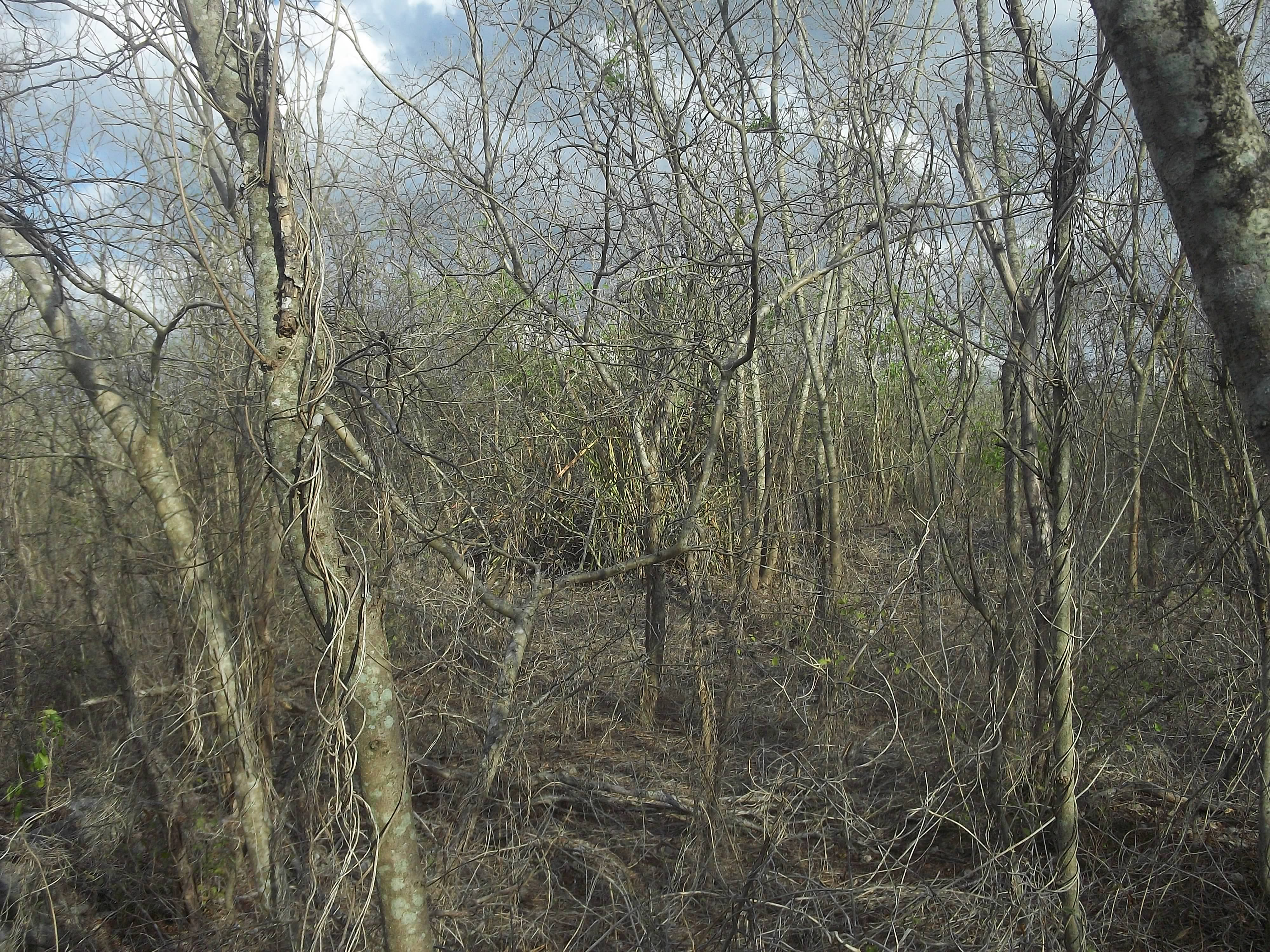
Vestigios arqueológicos de Komchén.
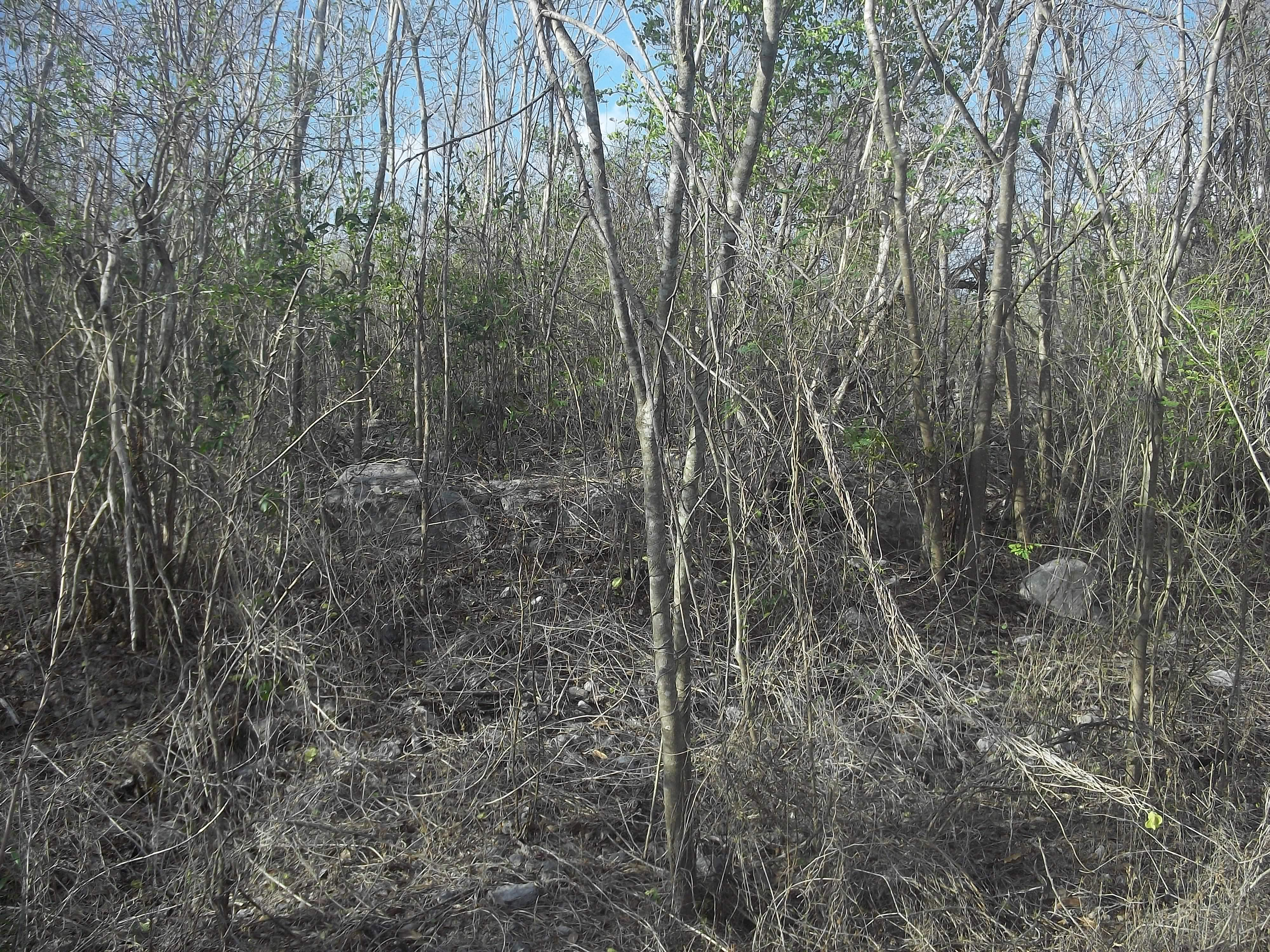
Vestigios arqueológicos de Komchén.
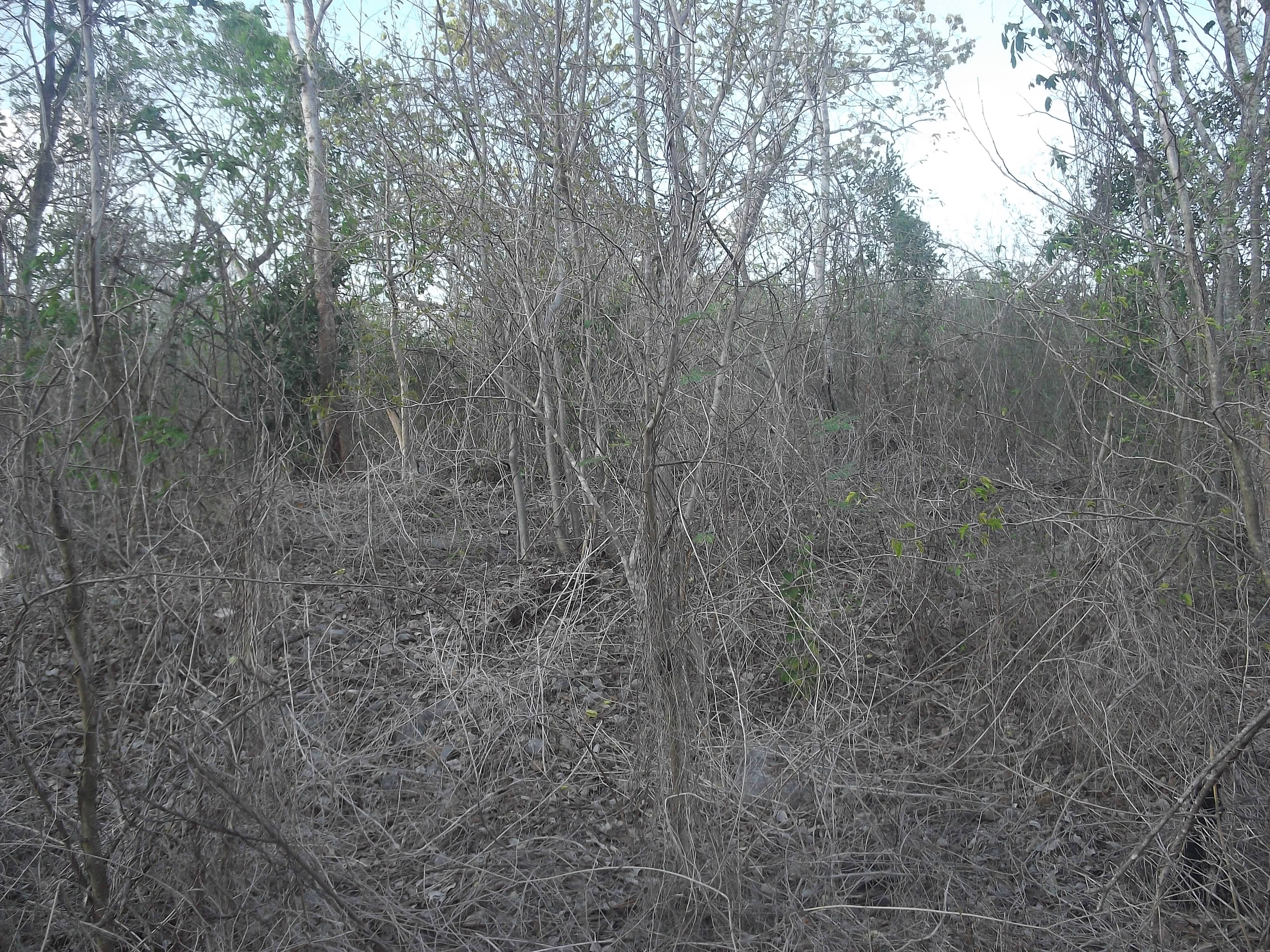
Vestigios arqueológicos de Komchén.
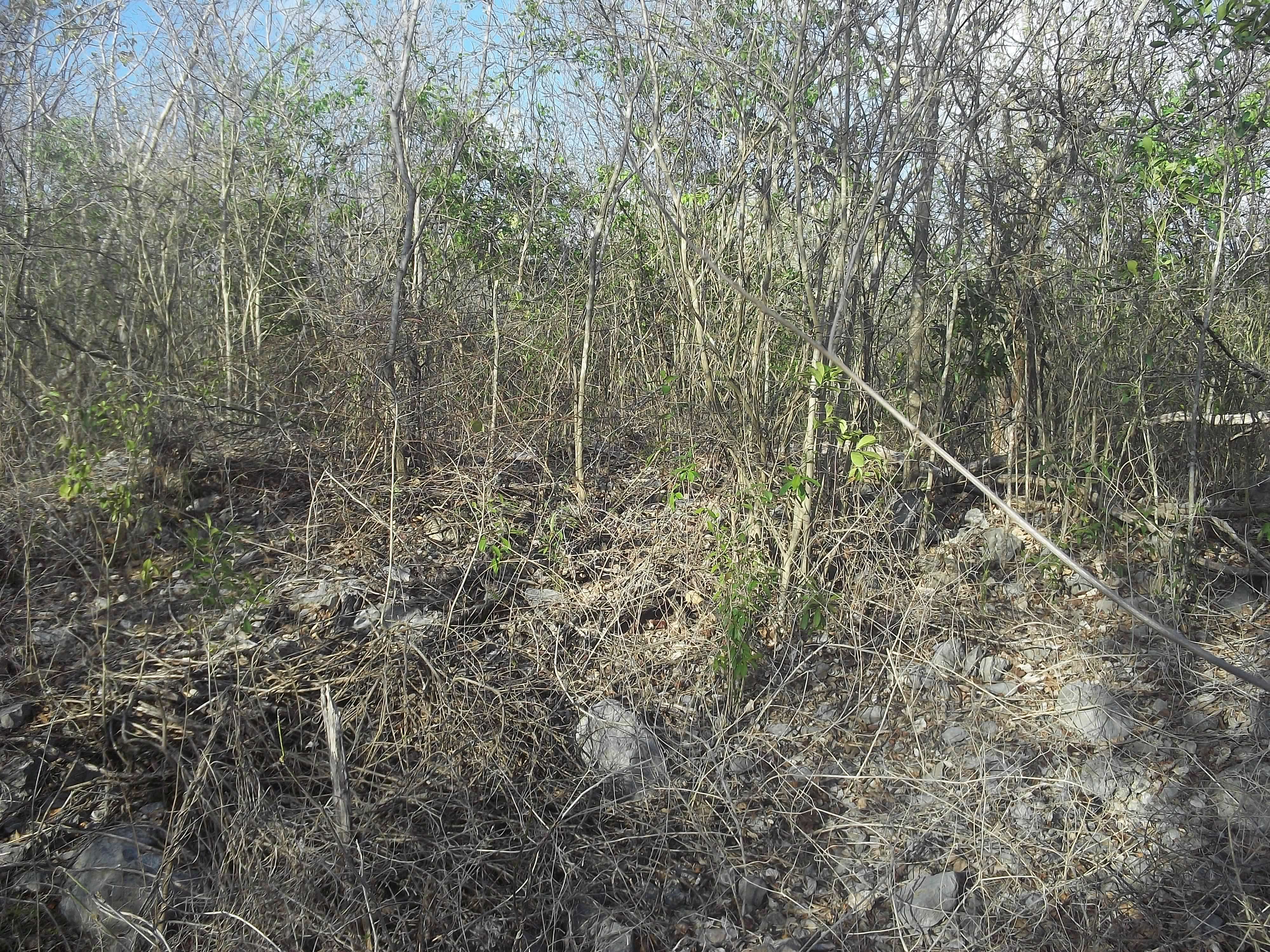
Vestigios arqueológicos de Komchén.